# 楊泮池
楊泮池（1954年2月8日—），臺灣醫學家，國立臺灣大學醫學博士，中研院院士。現任鑽石投資董事長。曾任國立臺灣大學校長、臺大醫學院內科教授、臺灣歐洲聯盟中心（EUTW）主席。

## 學歷
- 臺灣省立臺中第一高級中學（今臺中市立臺中第一高級中等學校）畢業
- 國立臺灣大學醫學系畢業（1979）
- 國立臺灣大學醫學院臨床醫學研究所博士(1986－1990)[3]

## 經歷
- 臺大醫院內科住院醫師及總醫師（1980－1984）、主治醫師（1986－）、主任（1998－2004）[4][5]
- 臺大醫學院內科講師、副教授（1989－1993）、教授（1993－）、教務分處主任（2001－2006）、醫學院院長（2007－2013）[4][5]
- 沙烏地阿拉伯霍埠法德國王醫院主治醫師（1984－1986）[4][6][5]
- 中央研究院生物醫學科學研究所合聘副研究員、研究員（1991－）[4]
- 教育部顧問室主任（2002－2005）[4]
- 臺大基因體醫學研究中心執行秘書（2002－）[4]
- 基因體醫學國家型計畫微陣列核心實驗室負責人（2002－）[4]
- 臺灣胸腔暨重症加護醫學會理事長（2003－2008）[4]
- 基因體醫學國家型計畫肺癌組與吳成文院士擔任共同召集人（2004－）[4]
- 臺大醫院教研副院長（2004－2006）[4]
- 臺大國家級卓越臨床試驗與研究中心主任（2005－2006）[4]
- 臺灣大學特聘教授與講座教授(2006)[4][5]
- 國立臺灣大學校長（2013.6.22－2017.6.21）：2017年3月18日於臺灣大學校務會議主動宣布本屆任滿不再續任。[5][7] 創下台大百年歷史上，首位校長因涉學術倫理案而不續任的紀錄。
- 國立臺灣大學腫瘤醫學研究所臨床教授（2017－）
- 國立臺灣大學永齡健康研究院院長（2017－）

## 著作
| 時間         | 書名                         | 作者                                                                 | 出版公司         | ISBN               |
| 2015年4月1日 | 醫界九大權威：癌症真的能預防 | 翁啟惠、陳建仁、黃俊升、林肇堂、陳定信、陳肇隆、熊昭、楊泮池、蔡俊明 | 聯合報健康事業部 | ISBN 9789572985311 |

## 學術專長
細胞及發展生物學、醫療遺傳學、血液學、腫瘤學

## 學術榮譽
- 中華民國第31屆十大傑出青年（1993）
- 北美臺大醫學院校友基金會最佳臨床教師獎（1993,1997）
- 國科會傑出研究獎（1994-1995,1996-1997,1998-1999）
- 第7屆王民寧先生紀念基金會學術研究獎（1997）
- 87學年度臺灣大學教學傑出獎 (1999)
- 財團法人傑出人才發展基金會傑出人才講座（2001-2006）
- 教育部學術獎（2002）
- 第10屆財團法人東元科技文教基金會東元科技獎（2003）
- 國立臺灣大學研究貢獻獎(2004)
- 第26屆中央研究院院士(2006)
- 教育部第11屆國家講座主持人(2007-2010)
- 發展中世界科學院院士TWAS(2008)
- 美國國家發明家學院 (NAI, National Academy of Inventors) 院士 （NAI Fellow）（2015）
- 第十屆工業技術研究院院士(2021)

## 爭議
- 2013年9月7日，楊泮池主持擔任臺大校長首次新生入學典禮，在典禮後接受媒體訪問針對大學生起薪議題，表達「假如沒有能力，22K仍是太高」。[8]網友聽聞後炮轟楊泮池不知民間疾苦。[9]臺大校訊則表示楊泮池發言遭媒體曲解。校長實際發言為「問：校長你覺得22K會不會太低？答：當然是啊，但是我們剛講，能力比較重要，假如你完全沒有能力，22K其實是相對太高了？能力可能比較重要，所以這個是相對的，你不能用一個數字來界定一定是高或者低，我覺得是我們自己把能力做好，可能比較重要。」[10]

- 2016年11月，學術論文網路討論平台 PubPeer 揭露台大醫學論文造假案。臺灣大學教授郭明良研究癌症論文實驗涉造假，後續又被發現過往多篇論文亦有造假情形；校長楊泮池也因共同掛名而捲入風波，但他公開否認涉及論文造假。這件事不僅造成臺大聲譽受影響，亦在國際上引起矚目與討論。[11][12]本次事件經教育部[13]、科技部[14]及台大特別調查委員會[15]獨立調查後，就各涉案人員依情節輕重做出處分，對楊泮池涉案情況，三個調查結果一致認定楊並無違反學術倫理。惟教育部調查報告認為Cancer Cell（2006）論文於2008年二度勘誤時，楊泮池任醫學院長未警覺調查並採積極作為，有應注意而未注意之責任。對此，楊隨後發出聲明還原當年該論文勘誤的過程，並說明沒有繼續追查的原因。[16][17][18][19]後續媒體報導楊泮池與陳建仁主持國家級研究計畫，但長期績效不彰等問題。[20]